# Chương trình Shuttle-Mir
Shuttle-Mir (n.đ.Tàu con thoi – Trạm vũ trụ Hòa Bình) là chương trình không gian bao gồm 11 sứ mệnh hợp tác giữa Nga và Hoa Kỳ với các hoạt động như tàu con thoi Mỹ ghé thăm Trạm vũ trụ Hòa Bình của Nga, phi hành gia Nga bay trên tàu con thoi Mỹ, và một phi hành gia Mỹ bay trên tàu Soyuz để tham gia vào các chuyến thám hiểm dài ngày trên Trạm Hòa Bình.
Dự án, đôi lúc còn gọi là "Phase One", được triển khai nhằm mục đích cho phép Hoa Kỳ học hỏi kinh nghiệm của Nga về các chuyến bay không gian dài hạn, đồng thời thúc đẩy tinh thần hợp tác giữa hai nước cũng như cơ quan vũ trụ mỗi bên là NASA của Mỹ và Roskosmos của Nga. Shuttle-Mir đã giúp vạch ra phương hướng cho các chương trình hợp tác không gian tiếp theo; cụ thể là Phase Two của dự án chung: xây dựng Trạm vũ trụ Quốc tế (ISS). Chương trình Shuttle-Mir được khởi động vào năm 1993, với sứ mệnh đầu tiên bắt đầu một năm sau đó. Dự án vẫn tiếp tục cho đến khi hoàn thành theo kế hoạch vào năm 1998. Mười một sứ mệnh tàu con thoi, một chuyến bay chung trên Soyuz và lũy tích gần 1.000 ngày trong không gian của các phi hành gia Mỹ đã diễn ra trong suốt bảy chuyến thám hiểm thời gian dài. Ngoài việc phóng tàu con thoi tới Hòa Bình, Hoa Kỳ còn tài trợ và trang bị dụng cụ khoa học đầy đủ cho mô-đun Spektr (phóng năm 1995) và mô-đun Priroda (phóng năm 1996), biến chúng thành các mô-đun de facto của Hoa Kỳ trong suốt những năm tồn tại chương trình Shuttle-Mir.
Trong quãng thời gian 4 năm diễn ra chương trình, hai quốc gia đã đạt được nhiều thành tựu trong lĩnh vực du hành không gian, bao gồm việc đưa phi hành gia người Mỹ đầu tiên phóng cùng tàu vũ trụ Soyuz, phi thuyền lớn nhất từng được chế tạo vào thời điểm đó, và chuyến đi bộ ngoài không gian đầu tiên của Hoa Kỳ sử dụng bộ đồ du hành Orlan của Nga.
Có nhiều mối lo ngại đã ảnh hưởng đến Shuttle-Mir, đặc biệt là sự an toàn của Trạm Hòa Bình sau một vụ hỏa hoạn và va chạm, các vấn đề tài chính đối với chương trình không gian đang thiếu hụt ngân sách của Nga, và nỗi lo lắng từ các phi hành gia về thái độ của những người quản lý chương trình. Tuy nhiên, các hoạt động phối hợp đã giúp gặt hái một lượng lớn chuyên môn và kỹ thuật phục vụ xây trạm vũ trụ, cũng như đem lại sự hiểu biết về cách thức hợp tác trong một nhiệm vụ không gian chung, cho phép việc xây dựng ISS diễn ra một cách suôn sẻ.

## Bối cảnh

Sau Dự án thử nghiệm Apollo-Soyuz năm 1975, một chương trình "Shuttle-Salyut" đã được đề xuất vào những năm 1970, nhưng nó chưa bao giờ được hiện thực hóa. Bản vẽ đồ họa này mô tả một tàu con thoi đang ghép nối với Trạm vũ trụ Salyut thế hệ thứ hai, phía trên là một tàu vũ trụ Soyuz đã cập bến cổng sau của Salyut.

Nguồn gốc của chương trình có thể truy ngược về Dự án thử nghiệm Apollo-Soyuz năm 1975. Dự án này đã dẫn đến một sứ mệnh chung giữa hai siêu cường trong thời kỳ détente của Chiến tranh Lạnh, đánh dấu lần ghép nối đầu tiên giữa các tàu vũ trụ Apollo của Hoa Kỳ và Soyuz của Liên Xô. Tiếp đó là những cuộc đàm phán giữa NASA và Interkosmos trong thập niên 1970 về chương trình "Shuttle-Salyut" nhằm thực hiện các sứ mệnh phóng tàu con thoi đến Trạm vũ trụ Salyut. Nhiều cuộc thảo luận sau đó vào những năm 1980 thậm chí còn xem xét khả năng đưa tàu con thoi Liên Xô tương lai thuộc chương trình Buran đến trạm vũ trụ tương lai của Hoa Kỳ. Tuy nhiên, ý tưởng "Shuttle-Salyut" này chưa bao giờ trở thành hiện thực trong thời gian tồn tại chương trình Interkosmos của Liên Xô.
Mọi thứ đã thay đổi sau khi Liên Xô tan rã: Chiến tranh Lạnh và Cuộc chạy đua vào không gian kết thúc dẫn đến việc cắt giảm tài trợ cho trạm vũ trụ mô-đun của Hoa Kỳ (ban đầu có tên là Freedom), vốn đã được lên kế hoạch từ đầu những năm 1980. Những khó khăn tương tự về ngân sách cũng đang xảy ra ở nhiều quốc gia khác với dự án trạm không gian, khiến quan chức chính phủ Mỹ phải tiến hành đàm phán với các đối tác ở châu Âu, Nga, Nhật Bản và Canada vào đầu thập niên 1990 để triển khai một dự án trạm vũ trụ hợp tác đa quốc gia. Ở Liên bang Nga, quốc gia kế thừa phần lớn Liên Xô và chương trình không gian của nước này, tình hình xấu đi trong thời kỳ khủng hoảng kinh tế hậu Xô Viết đã dẫn đến các vấn đề tài chính ngày càng gia tăng đối với chương trình trạm vũ trụ. Việc xây dựng Mir-2 để thay thế cho Trạm Hòa Bình cũ kỹ đã trở thành ảo vọng dù cho khối cơ sở của nó là DOS-8 vừa được chế tạo. Những bước phát triển này dẫn đến việc tập hợp các đối thủ cũ lại với nhau bằng chương trình Shuttle-Mir, mở đường cho Trạm vũ trụ Quốc tế, một dự án chung tập hợp nhiều đối tác trên thế giới.

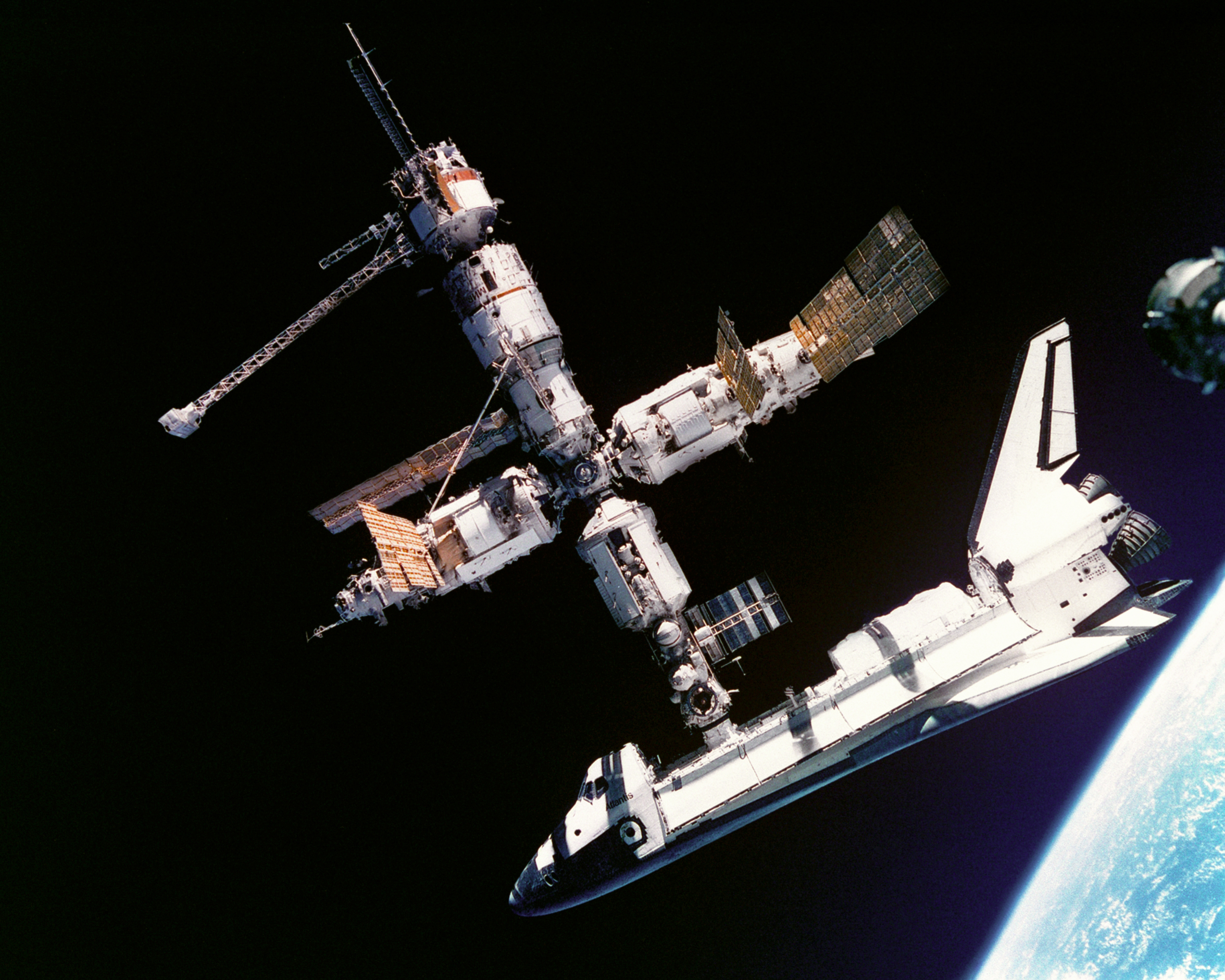
Tàu con thoi Atlantis ghép nối với Trạm Hòa Bình trong sứ mệnh STS-71

Tháng 6 năm 1992, Tổng thống Mỹ George H. W. Bush và Tổng thống Nga Boris Yeltsin đã đồng ý cùng chung sức khám phá không gian bằng việc ký Thỏa thuận giữa Hợp Chúng quốc Hoa Kỳ và Liên bang Nga về hợp tác thăm dò và sử dụng khoảng không vũ trụ vì mục đích hòa bình. Thỏa thuận này kêu gọi thiết lập một dự án không gian chung ngắn hạn, trong đó một phi hành gia người Mỹ sẽ lên Trạm vũ trụ Hòa Bình của Nga, và hai phi hành gia người Nga sẽ lên tàu con thoi của Mỹ.
Tháng 9 năm 1993, Phó Tổng thống Mỹ Al Gore Jr. và Thủ tướng Nga Viktor Chernomyrdin đã công bố kế hoạch xây dựng một trạm vũ trụ mới mà sau này trở thành Trạm vũ trụ Quốc tế. Nhằm chuẩn bị cho chương trình này, họ còn đồng thuận rằng Hoa Kỳ sẽ tham gia sâu vào dự án Trạm Hoà Bình trong những năm tới dưới tên mã Phase One (với việc xây dựng ISS là Phase Two).
Chuyến bay tàu con thoi đầu tiên đến Hoà Bình chỉ đơn thuần là một sứ mệnh dạng gặp gỡ mang tên STS-63, nhưng tiếp theo đó, từ STS-71 đến STS-91 là chín nhiệm vụ ghép nối Shuttle-Mir. Tàu con thoi đảm nhiệm việc luân chuyển phi hành đoàn và cung cấp hàng tiếp tế, trong đó ở một nhiệm vụ là STS-74, nó đã mang theo một cặp mảng quang điện và mô-đun ghép nối tới Trạm Hoà Bình. Nhiều thí nghiệm khoa học khác nhau cũng đã được tiến hành, cả trên các chuyến bay tàu con thoi lẫn thời gian dài ở trạm vũ trụ. Dự án cũng chứng kiến phi vụ phóng của hai mô-đun mới là Spektr và Priroda tới Hòa Bình, nơi chúng sẽ được các phi hành gia Mỹ sử dụng làm chỗ ở và phòng thí nghiệm để tiến hành phần lớn hoạt động khoa học của họ trên trạm. Những sứ mệnh này đã giúp NASA lẫn Roskosmos học được rất nhiều điều về cách thức làm việc hiệu quả nhất trong không gian với các đối tác quốc tế, cũng như phương pháp nhằm giảm thiểu rủi ro liên quan đến việc lắp ráp một trạm vũ trụ lớn trên quỹ đạo, như sẽ phải làm với ISS.
Dự án này cũng đóng vai trò là một mưu kế chính trị của chính phủ Mỹ nhằm cung cấp một kênh ngoại giao để NASA tham gia tài trợ cho chương trình không gian đang thiếu kinh phí của Nga. Điều này lại cho phép chính phủ Nga mới thành lập tiếp tục hoạt động của Trạm Hòa Bình, bên cạnh toàn bộ chương trình không gian của Nga, đảm bảo sự thân thiện của chính phủ Nga đối với Hoa Kỳ.

### Các chuyến bay Increment

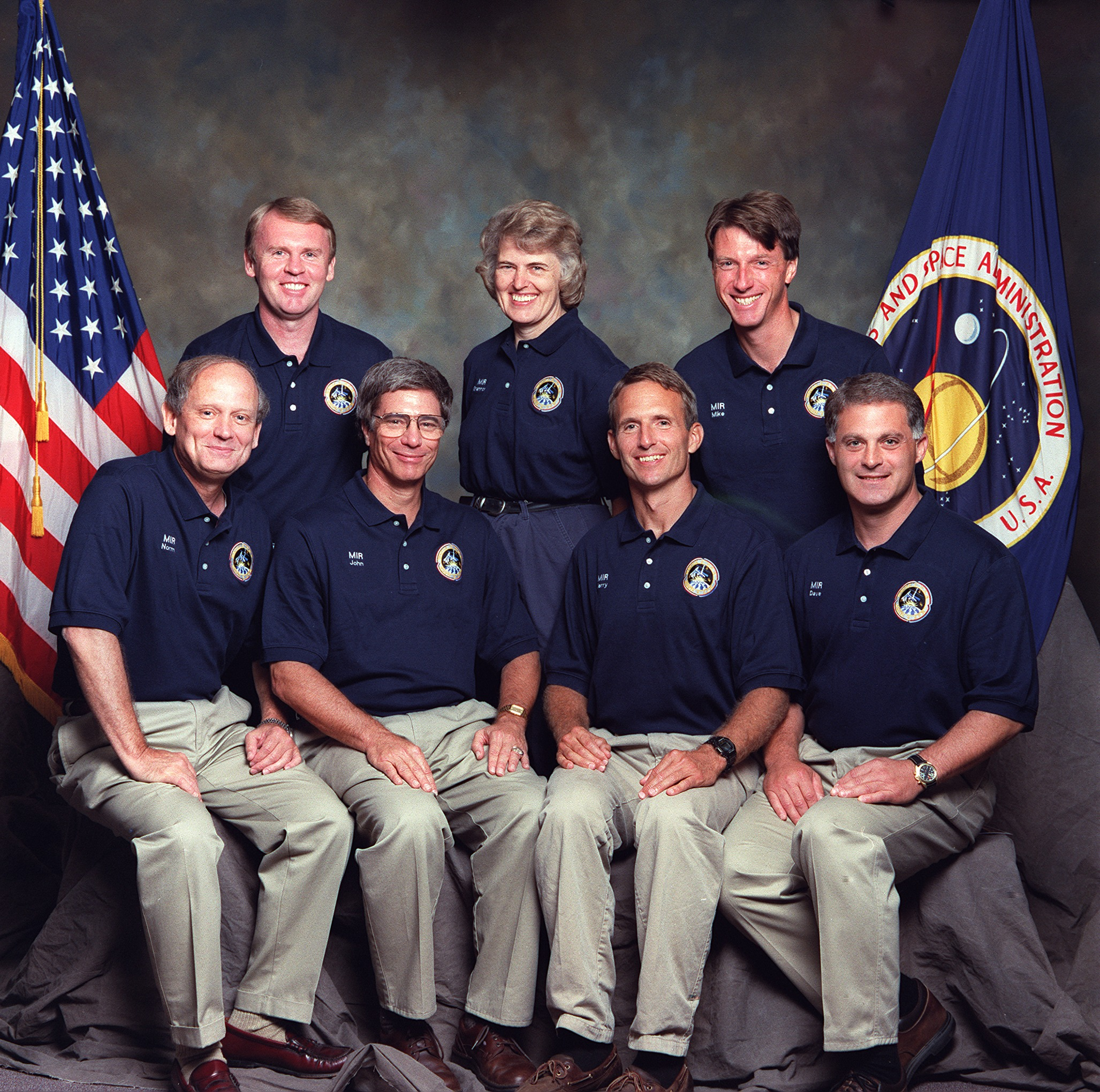
Bảy phi hành gia người Mỹ đã thực hiện các chuyến bay Increment dài hạn trên Trạm Hòa Bình

Ngoài phi vụ tàu con thoi đến trạm vũ trụ, Phase One còn bao gồm bảy "Increment", hay những chuyến bay dài ngày trên Hòa Bình của các phi hành gia người Mỹ. Bảy nhà du hành vũ trụ tham gia Increment là Norman Thagard, Shannon Lucid, John Blaha, Jerry Linenger, Michael Foale, David Wolf và Andrew Thomas lần lượt được đưa tới Star City, Nga để tham gia khóa đào tạo các khía cạnh khác nhau về hoạt động của Hòa Bình và tàu vũ trụ Soyuz, phương tiện được sử dụng để vận chuyển đến và đi từ trạm. Phi hành gia còn được thực hành những chuyến đi bộ trong không gian bên ngoài Hòa Bình cũng như học tiếng Nga, ngôn ngữ sẽ được sử dụng trong suốt sứ mệnh của họ để nói chuyện với các phi hành gia Nga trên trạm và Trung tâm Kiểm soát Sứ mệnh ở tỉnh Moskva là TsUP.
Trong những chuyến thám hiểm trên Hòa Bình, các phi hành gia đã thực hiện nhiều thí nghiệm khác nhau, bao gồm sự phát triển của cây trồng và tinh thể, đồng thời chụp hàng trăm bức ảnh về Trái Đất. Họ cũng hỗ trợ bảo trì và sửa chữa trạm sau nhiều sự cố khác nhau như hỏa hoạn, va chạm, mất điện, quay không kiểm soát và rò rỉ độc hại. Tổng cộng, các phi hành gia người Mỹ đã dành gần một nghìn ngày trên Hòa Bình, cho phép NASA tìm hiểu rất nhiều điều về các chuyến bay vũ trụ dài hạn, đặc biệt là trong lĩnh vực tâm lý phi hành gia và cách sắp xếp lịch trình thí nghiệm tốt nhất cho các phi hành đoàn trên trạm vũ trụ.

### Trạm vũ trụHòa Bình

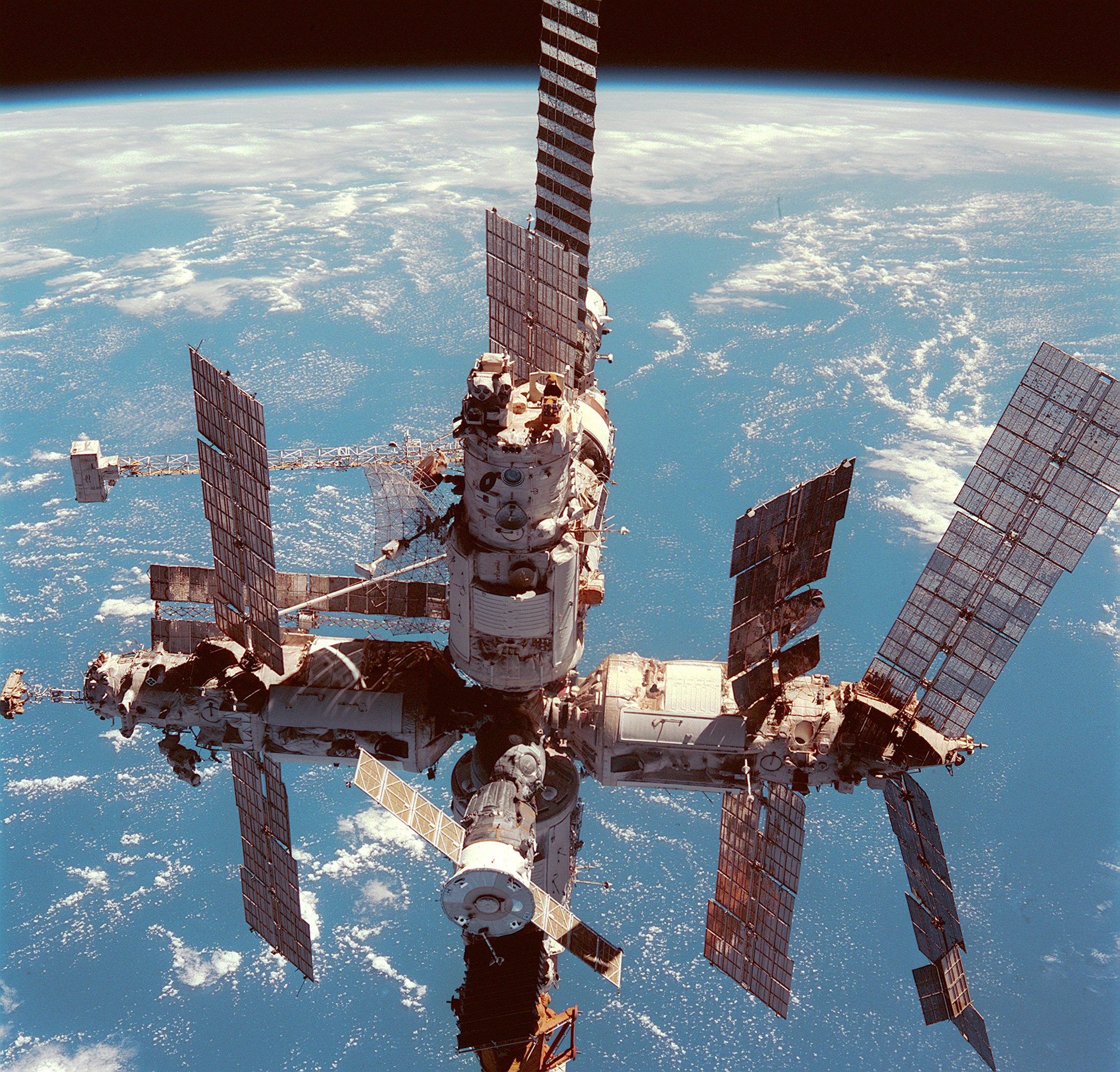
Quang cảnh Hòa Bình nhìn từ tàu con thoi Discovery khi nó rời trạm trong sứ mệnh STS-91 năm 1998

Trạm Hòa Bình được xây dựng từ năm 1986 đến năm 1996, và là trạm vũ trụ mô-đun đầu tiên trên thế giới. Đây là trạm nghiên cứu dài hạn có người ở thường xuyên đầu tiên trong không gian, và trước đó đã giữ kỷ lục về sự hiện diện liên tục lâu nhất của con người trong vũ trụ, chỉ còn 8 ngày là đủ 10 năm. Mục đích của Hòa Bình là cung cấp một phòng thí nghiệm khoa học lớn có thể ở được trong không gian, và thông qua một số sự hợp tác bao gồm Interkosmos và Shuttle-Mir, trạm đã mở rộng cửa trên phạm vi quốc tế cho các phi hành gia của nhiều nước khác nhau. Trạm tồn tại cho đến ngày 23 tháng 3 năm 2001, tại thời điểm đó nó đã bị phá hủy một cách có chủ ý và vỡ tung trong quá trình tái thâm nhập khí quyển.
Hòa Bình được dựa trên loạt Trạm vũ trụ Salyut mà Liên Xô từng phóng trước đây (bảy Trạm vũ trụ Salyut đã được phóng từ năm 1971), chủ yếu nhận tiếp tế từ tàu vũ trụ Soyuz và tàu vận tải Tiến bộ của phi hành đoàn Nga. Tàu con thoi Buran được lên kế hoạch sẽ đến thăm Hòa Bình, nhưng chương trình của nó đã bị hủy bỏ sau chuyến bay vũ trụ không người lái đầu tiên. Các tàu con thoi Hoa Kỳ đến thăm trạm đã sử dụng docking collar Androgynous Peripheral Attach System vốn được thiết kế cho Buran, gắn trên một giá đỡ mà mục đích ban đầu là để sử dụng với Trạm vũ trụ Freedom của Hoa Kỳ.
Với việc tàu con thoi cập bến Hòa Bình, sự mở rộng tạm thời các khu vực sinh hoạt và làm việc đã tạo thành khu phức hợp tàu vũ trụ lớn nhất thế giới vào thời điểm đó, với tổng khối lượng 250 tấn (250 tấn Anh; 280 tấn Mỹ).

### Tàu con thoi

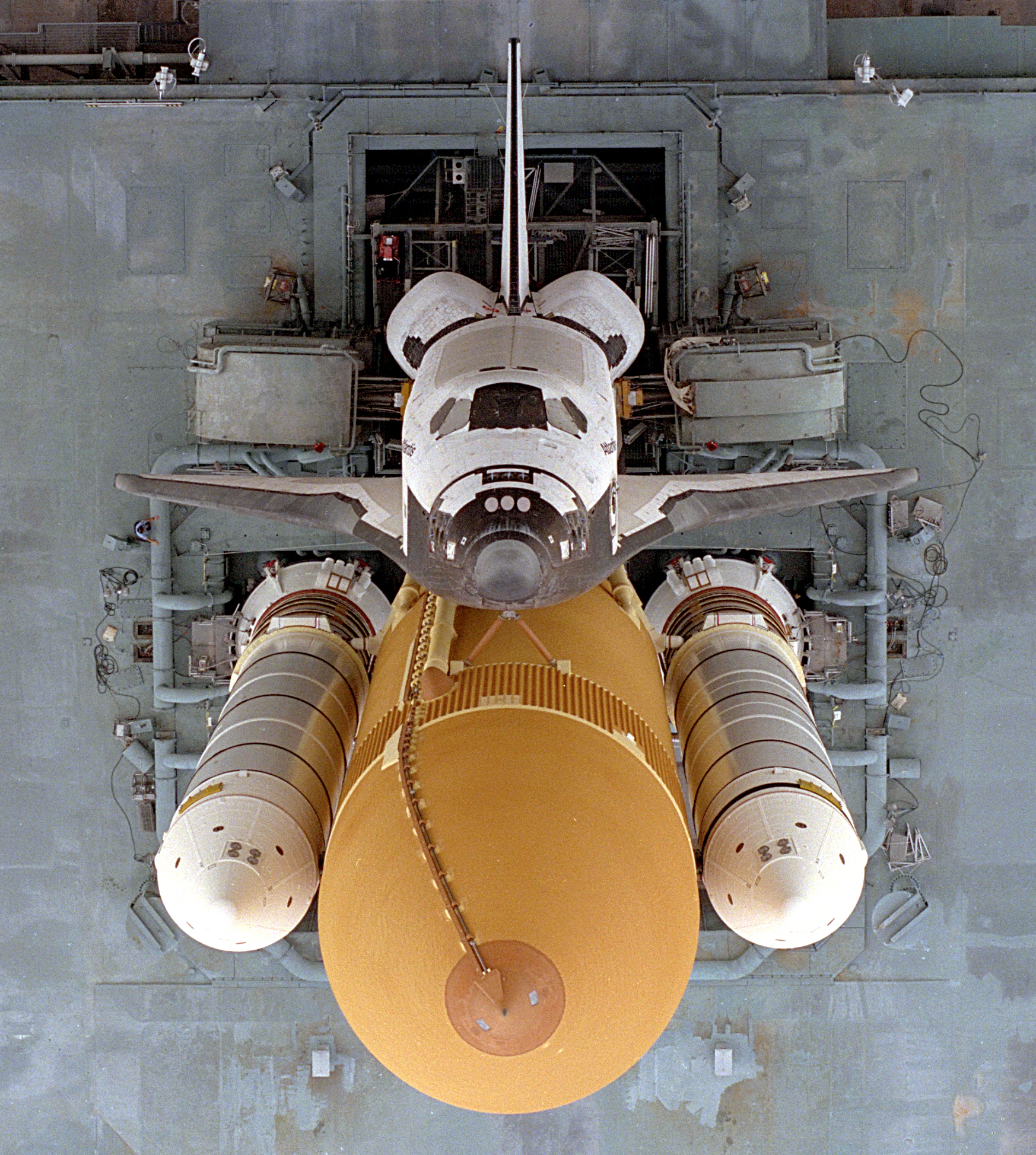
Góc nhìn từ trên cao của Atlantis khi nó đang nằm trên Bệ phóng Di động (MLP) trước phi vụ STS-79

Tàu con thoi là một hệ thống tàu vũ trụ bay quanh quỹ đạo Trái Đất tầm thấp có thể tái sử dụng một phần, được vận hành từ năm 1981 đến năm 2011 bởi Cơ quan Hàng không và Vũ trụ Hoa Kỳ (NASA) như một phần của dự án tàu con thoi. Tên chương trình chính thức của nó là Hệ thống Vận tải Vũ trụ (STS), bắt nguồn từ kế hoạch năm 1969 về một hệ thống tàu vũ trụ có thể tái sử dụng, trong đó nó là hạng mục duy nhất được tài trợ để phát triển. Ngoài nguyên mẫu bị hủy bỏ, năm hệ thống tàu con thoi hoàn chỉnh đã được chế tạo và sử dụng trong tổng số 135 phi vụ từ năm 1981 đến năm 2011, với địa điểm phóng là Trung tâm vũ trụ Kennedy (KSC) ở Florida. Tổng thời gian thực hiện nhiệm vụ của đội tàu con thoi là 1322 ngày, 19 giờ, 21 phút và 23 giây.
Tàu con thoi có thể mang tải trọng lớn đến các quỹ đạo khác nhau, và trong các chương trình Shuttle-Mir và ISS, nó đã cung cấp sự luân chuyển phi hành đoàn cũng như mang theo nhiều hàng tiếp tế, mô-đun và thiết bị khác nhau đến các trạm. Mỗi tàu con thoi được thiết kế với tuổi thọ dự kiến là 100 lần phóng hoặc 10 năm hoạt động.
Chín nhiệm vụ ghép nối đã được gửi tới Hòa Bình từ năm 1995 đến năm 1997 trong Phase One: Tàu con thoi Atlantis đã cập bến Hòa Bình bảy lần, với Discovery và Endeavour mỗi tàu thực hiện một nhiệm vụ ghép nối với Hòa Bình. Vì tàu con thoi Columbia là chiếc lâu đời nhất và nặng nhất trong hạm đội, nó không phù hợp để hoạt động hiệu quả ở độ nghiêng 51,6 độ của Hòa Bình (và sau này là của ISS). Do đó, Columbia đã không được trang bị thêm chốt gió bên ngoài cũng như Orbital Docking System (tạm dịch: Hệ thống Ghép nối Quỹ đạo) cần thiết, và chưa bao giờ bay tới một trạm vũ trụ nào.

## Dòng thời gian

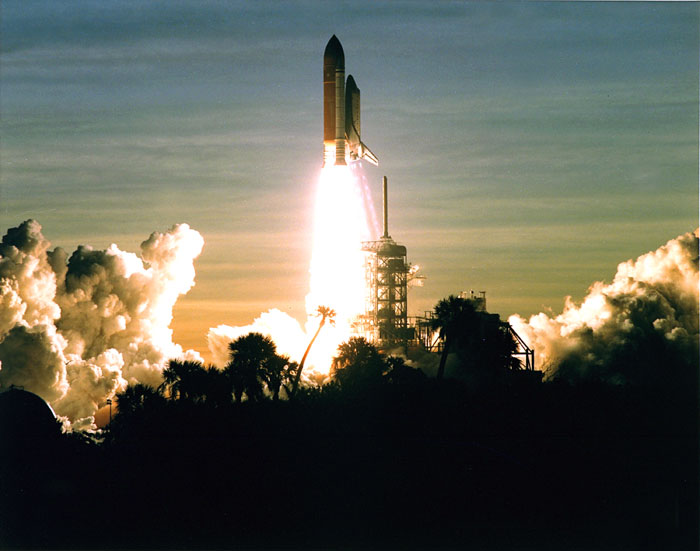
Bắt đầu chương trình Shuttle-Mir – phóng tàu con thoi Discovery trong sứ mệnh STS-60, chuyến bay đầu tiên của chương trình.

### Bắt đầu một sự hợp tác mới (1994)
Phase One của chương trình Shuttle-Mir bắt đầu vào ngày 3 tháng 2 năm 1994 với phi vụ phóng tàu con thoi Discovery trong sứ mệnh thứ 18 của nó là STS-60. Nhiệm vụ kéo dài 8 ngày này vừa là phi vụ tàu con thoi đầu tiên trong năm đó, vừa là chuyến bay đầu tiên của một nhà du hành vũ trụ người Nga, Sergey Krikalyov, trên tàu con thoi của Mỹ. Ngoài ra, sứ mệnh này cũng đánh dấu bước khởi đầu sự tăng cường hợp tác trong lĩnh vực không gian giữa hai quốc gia sau 37 năm kể từ khi Cuộc đua vào vũ trụ bắt đầu. Là một phần của thỏa thuận quốc tế về chuyến bay đưa con người vào không gian, STS-60 là phi vụ thứ hai của mô-đun điều áp Spacehab và đánh dấu trọng tải thứ một trăm thuộc chương trình "Getaway Special" bay vào vũ trụ. Trọng tải chính của nhiệm vụ là Wake Shield Facility (hay WSF), một thiết bị nhằm tạo ra màng bán dẫn mới cho các bộ phận điện tử tiên tiến. WSF đã được gắn ở cuối cánh tay robot của Discovery trong suốt chuyến bay. Trong thời gian diễn ra sứ mệnh, phi hành đoàn Discovery cũng đã tiến hành nhiều thí nghiệm khác nhau trên mô-đun Spacehab trong khoang tải trọng của tàu quỹ đạo, và tham gia kết nối video âm thanh hai chiều downlink trực tiếp giữa họ và ba nhà du hành vũ trụ người Nga trên Trạm Hòa Bình, Valery Polyakov, Viktor Afanasyev và Yury Usachov (đang thực hiện các chuyến bay thám hiểm LD-4 và EO-15 trên trạm).

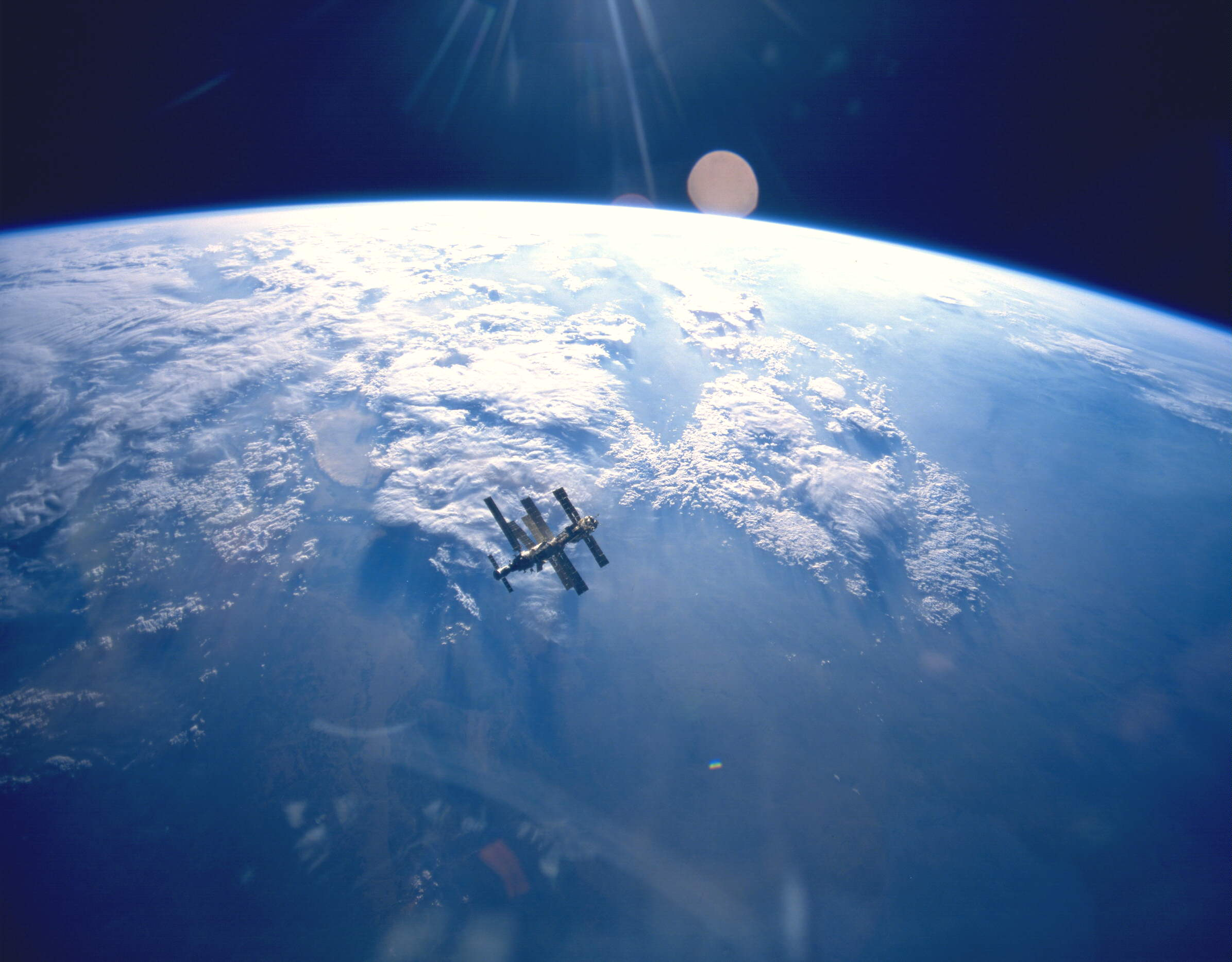
Quang cảnh Hòa Bình sau khi Atlantis ngắt ghép nối vào cuối sứ mệnh STS-71

### Người Mỹ đặt chân lên TrạmHòa Bình(1995)
Phi vụ phóng tàu con thoi Discovery vào ngày 3 tháng 2 đã mở đầu cho năm 1995. Sứ mệnh STS-63 này của Discovery là phi vụ tàu con thoi thứ hai trong chương trình, đồng thời là chuyến bay đầu tiên của tàu con thoi với một nữ phi công (mang tên Eileen Collins). Được xem là sứ mệnh "cận Hòa Bình", chuyến bay kéo dài 8 ngày này đã chứng kiến cuộc hẹn đầu tiên của tàu con thoi với Hòa Bình khi nhà du hành vũ trụ người Nga Vladimir Titov và phần còn lại của phi hành đoàn Discovery tiếp cận trạm trong phạm vi 11 m. Sau cuộc gặp gỡ, Collins đã thực hiện một chuyến bay vòng quanh trạm. Sứ mệnh này đóng vai trò như một buổi diễn tập trước cho nhiệm vụ cập bến đầu tiên trong chương trình là STS-71, đồng thời cũng tiến hành thử nghiệm các kỹ thuật và thiết bị sẽ được sử dụng trong những nhiệm vụ ghép nối tiếp theo.
Năm tuần sau chuyến bay của Discovery, phi vụ phóng Soyuz TM-21 vào ngày 14 tháng 3 đã đưa đoàn thám hiểm EO-18 tới Hòa Bình. Phi hành đoàn bao gồm các nhà du hành vũ trụ người Nga Vladimir Dezhurov và Gennady Strekalov, cùng với phi hành gia NASA Norman Thagard, người Mỹ đầu tiên bay vào vũ trụ trên tàu Soyuz. Trong chuyến thám hiểm kéo dài 115 ngày của họ, mô-đun khoa học Spektr (đóng vai trò là không gian sinh sống và làm việc cho các phi hành gia Mỹ) đã được phóng trên một tên lửa Proton và cập bến Hòa Bình. Spektr mang theo hơn 1.500 pound (680 kg) thiết bị nghiên cứu từ Mỹ và các quốc gia khác. Thành viên của đoàn thám hiểm đã quay trở lại Trái Đất trên tàu con thoi Atlantis sau lần ghép nối đầu tiên với trạm vũ trụ trong sứ mệnh STS-71.

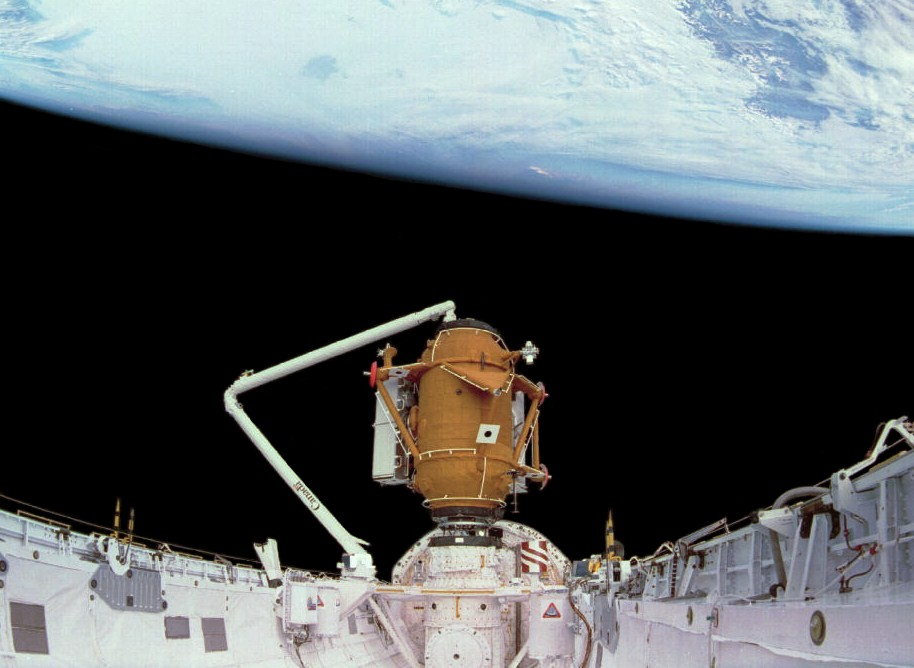
Mir Docking Module, được đặt trong khoang tải trọng của Atlantis trong sứ mệnh STS-74, chuẩn bị ghép nối với Kristall

Được phóng từ KSC vào ngày 27 tháng 6, mục tiêu chính của STS-71 là triệu tập tàu con thoi Atlantis đến điểm hẹn và thực hiện lần ghép nối đầu tiên giữa tàu con thoi của Mỹ với Trạm Hòa Bình. Ngày 29 tháng 6, Atlantis ghép nối thành công với Hòa Bình, trở thành tàu vũ trụ đầu tiên của Mỹ cập bến với một tàu vũ trụ Nga kể từ Dự án thử nghiệm Apollo-Soyuz năm 1975. Atlantis đã đưa đến các phi hành gia Anatoly Solovyev và Nikolai Budarin để lập nên phi hành đoàn thám hiểm EO-19, đồng thời đưa về phi hành gia người Mỹ Norman Thagard cũng như các phi hành gia người Nga thuộc đoàn thám hiểm EO-18 là Vladimir Dezhurov và Gennady Strekalov. Atlantis cũng thực hiện các cuộc điều tra chung Mỹ-Nga về khoa học đời sống trên quỹ đạo trong mô-đun Spacelab và thực hiện tiếp tế hậu cần cho trạm.
Chuyến bay tàu con thoi cuối cùng của năm 1995 là STS-74, được bắt đầu bằng phi vụ phóng tàu Atlantis vào ngày 12 tháng 11 và sau đó vận chuyển Docking Module do Nga chế tạo đến Hòa Bình, cùng với một cặp mảng quang điện mới và các nâng cấp phần cứng khác cho trạm. Docking Module được thiết kế để mang lại nhiều khoảng trống hơn cho tàu con thoi nhằm ngăn chặn mọi va chạm với các mảng quang điện của Hòa Bình trong quá trình ghép nối, một sự cố từng xảy ra và đã được khắc phục trong sứ mệnh STS-71 bằng cách di dời mô-đun Kristall đến vị trí khác trên trạm. Mô-đun này được gắn vào cổng ghép nối của Kristall, giúp phi hành gia không cần phải tiếp tục thực hiện quy trình này trong các nhiệm vụ tiếp theo. Trong suốt chuyến bay, gần 1.000 pound (450 kg) nước đã được đưa đến Hòa Bình và các mẫu thí nghiệm bao gồm máu, nước tiểu, nước bọt đã được chuyển sang Atlantis để mang về Trái Đất.

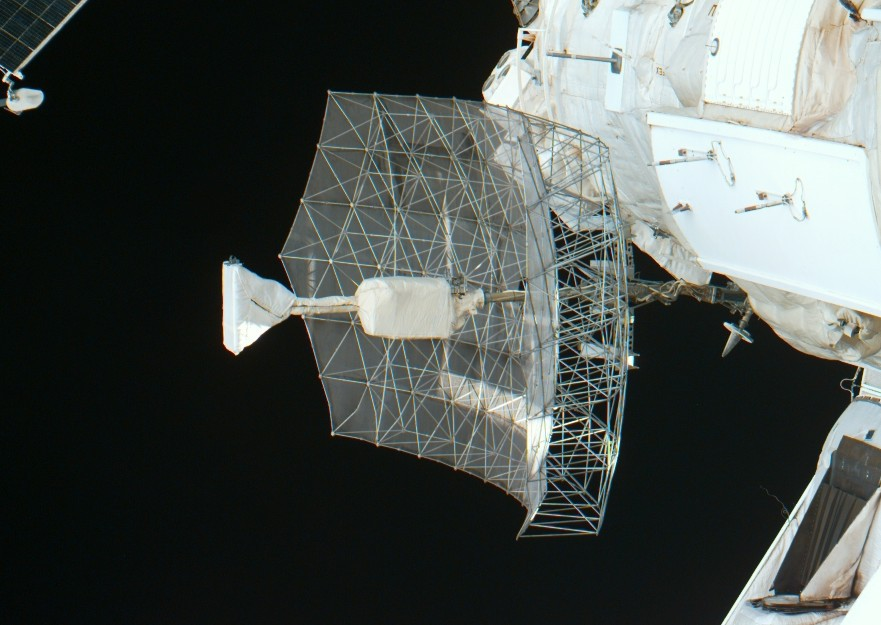
Ăng-ten Travers RADAR trên mô-đun mới phóng Priroda trong sứ mệnh STS-79

### Mô-đunPriroda(1996)
Sự hiện diện liên tục của Hoa Kỳ trên Hòa Bình bắt đầu từ năm 1996 với phi vụ phóng tàu Atlantis vào ngày 22 tháng 3 trong sứ mệnh STS-76, khi phi hành gia Shannon Lucid của chuyến Increment thứ hai được đưa lên trạm. STS-76 là nhiệm vụ ghép nối thứ ba tới Hòa Bình, sứ mệnh này cũng thể hiện khả năng hậu cần thông qua việc triển khai mô-đun Spacehab và đặt các kiện hàng thí nghiệm lên mô-đun ghép nối của Hòa Bình, đánh dấu chuyến đi bộ ngoài không gian đầu tiên diễn ra xung quanh các phương tiện đã cập bến. Những chuyến đi bộ ngoài không gian được thực hiện từ cabin phi hành đoàn của Atlantis đã mang lại nhiều kinh nghiệm quý báu đối với các phi hành gia để chuẩn bị cho những sứ mệnh ghép nối sau này trên Trạm vũ trụ Quốc tế.
Lucid đã trở thành người phụ nữ Mỹ đầu tiên sinh sống trên trạm, và sau khi gia hạn Increment thêm sáu tuần do những vấn đề với các tầng đẩy tăng cường nhiên liệu rắn của tàu con thoi, sứ mệnh kéo dài 188 ngày của bà đã lập kỷ lục chuyến bay đơn vào vũ trụ của Hoa Kỳ. Trong thời gian Lucid ở trên Hòa Bình, mô-đun Priroda chứa khoảng 2.200 pound (1.000 kg) phần cứng khoa học của Hoa Kỳ đã ghép nối với trạm. Lucid sử dụng cả Priroda và Spektr để thực hiện 28 thí nghiệm khoa học khác nhau cũng như làm nơi sinh sống.

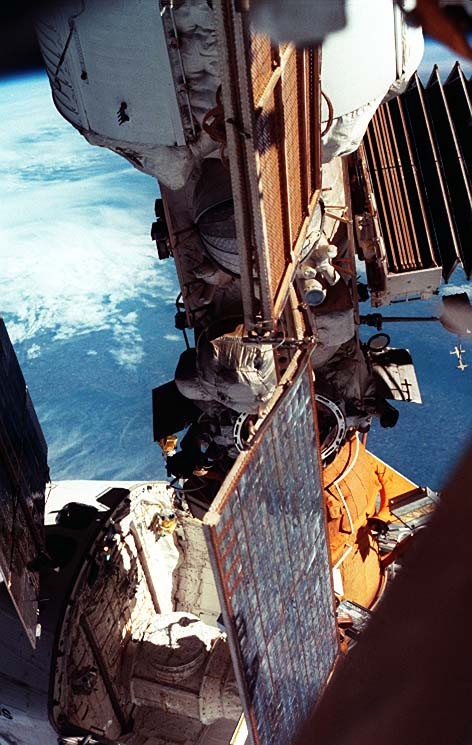
Tàu con thoi Atlantis ghép nối với Hòa Bình trong sứ mệnh STS-81. Khoang phi hành đoàn, mũi và một phần khoang tải trọng của Atlantis có thể được nhìn thấy ở phía sau mô-đun Kristall và các Docking Module của Hòa Bình.

Thời gian lưu trú của bà trên Hòa Bình kết thúc với chuyến bay của Atlantis, được phóng vào ngày 16 tháng 9  trong sứ mệnh STS-79. Đây là nhiệm vụ tàu con thoi đầu tiên mang theo mô-đun kép Spacehab. Hơn 4.000 pound (1.800 kg) hàng tiếp tế đã được chuyển đến Hòa Bình, bao gồm cả nước do pin nhiên liệu của Atlantis tạo ra, ngoài ra còn có những thí nghiệm bao gồm nghiên cứu về chất siêu dẫn, phát triển sụn và các nghiên cứu sinh học khác. Khoảng 2.000 pound (910 kg) mẫu thử nghiệm và thiết bị cũng đã được chuyển trở lại từ Hòa Bình về Atlantis, đánh dấu tổng lượng chuyển giao lớn nhất từ trước đến nay.
Lần cập bến thứ tư này cũng chứng kiến John Blaha chuyển đến Hòa Bình để đảm nhận vị trí phi hành gia Increment thường trú. Việc ông ở lại trạm đã giúp cải thiện hoạt động ở một số lĩnh vực, bao gồm thủ tục chuyển giao cho tàu con thoi đã cập bến, thủ tục "bàn giao" cho phi hành đoàn Mỹ dài hạn, và các liên lạc radio nghiệp dư.
Hai chuyến đi bộ ngoài không gian đã được tiến hành trong thời gian Blaha ở trên trạm. Mục tiêu của họ là nhằm loại bỏ các đầu nối điện lực khỏi mảng quang điện 12 năm tuổi trên khối cơ sở và kết nối lại dây cáp với các mảng quang điện mới có hiệu suất cao hơn. Tổng cộng, ông đã dành bốn tháng cùng phi hành đoàn Mir-22 tiến hành nghiên cứu khoa học vật liệu, cơ học chất lưu và khoa học đời sống trước khi quay trở lại Trái Đất vào năm tiếp theo trên tàu Atlantis trong sứ mệnh STS-81.

### Hỏa hoạn và va chạm (1997)

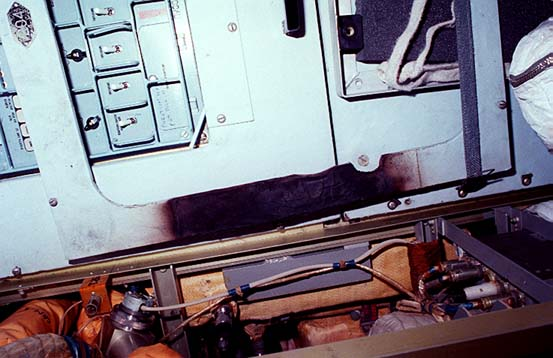
Một tấm bảng trên Hòa Bình bị cháy đen sau vụ hỏa hoạn

Năm 1997, sứ mệnh STS-81 được triển khai đã thay thế phi hành gia Increment John Blaha sau 118 ngày ở trên Hòa Bình bằng Jerry Linenger. Trong lần cập bến tàu con thoi thứ năm này, phi hành đoàn Atlantis đã chuyển hàng tiếp tế đến trạm và đưa về Trái Đất những cây đầu tiên hoàn thành vòng đời trong không gian; chúng đều đến từ một vụ lúa mì do Shannon Lucid gieo trồng. Trong năm ngày hoạt động phối hợp, các phi hành đoàn đã chuyển gần 6.000 pound (2.700 kg) hậu cần đến Hòa Bình và mang 2.400 pound (1.100 kg) nguyên liệu trở lại Atlantis (nhiều nguyên liệu được chuyển giao nhất giữa hai tàu vũ trụ tính đến thời điểm đó).
Phi hành đoàn STS-81 cũng thử nghiệm Treadmill with Vibration Isolation Stabilization (tạm dịch: Máy chạy bộ với Hệ thống Cách ly và Ổn định Rung động, viết tắt là TVIS) của tàu con thoi, được thiết kế để sử dụng trên mô-đun Zvezda của Trạm vũ trụ Quốc tế. Các động cơ đẩy phản lực vernier nhỏ của tàu con thoi đã được khai hỏa trong các hoạt động phối hợp để thu thập dữ liệu kỹ thuật nhằm điều chỉnh lại quỹ đạo cho ISS. Sau khi ngắt ghép nối, Atlantis thực hiện một chuyến bay vòng quanh Hòa Bình, để lại Linenger ở trên trạm.
Trong thời gian thực hiện Increment, Linenger trở thành người Mỹ đầu tiên đi bộ trong không gian từ một trạm vũ trụ nước ngoài và là người đầu tiên thử nghiệm bộ đồ du hành Orlan-M cùng với nhà du hành vũ trụ người Nga Vasily Tsibliyev. Cả ba thành viên của đoàn thám hiểm EO-23 đã thực hiện một chuyến "bay vòng quanh" trên tàu vũ trụ Soyuz: đầu tiên họ ngắt ghép nối khỏi một cổng của trạm, sau đó bay đến và ghép nối lại khoang tàu ở một địa điểm khác theo cách thủ công. Chuyến bay này giúp Linenger trở thành người Mỹ đầu tiên rời trạm vũ trụ trên hai phi thuyền khác nhau (tàu con thoi và Soyuz).

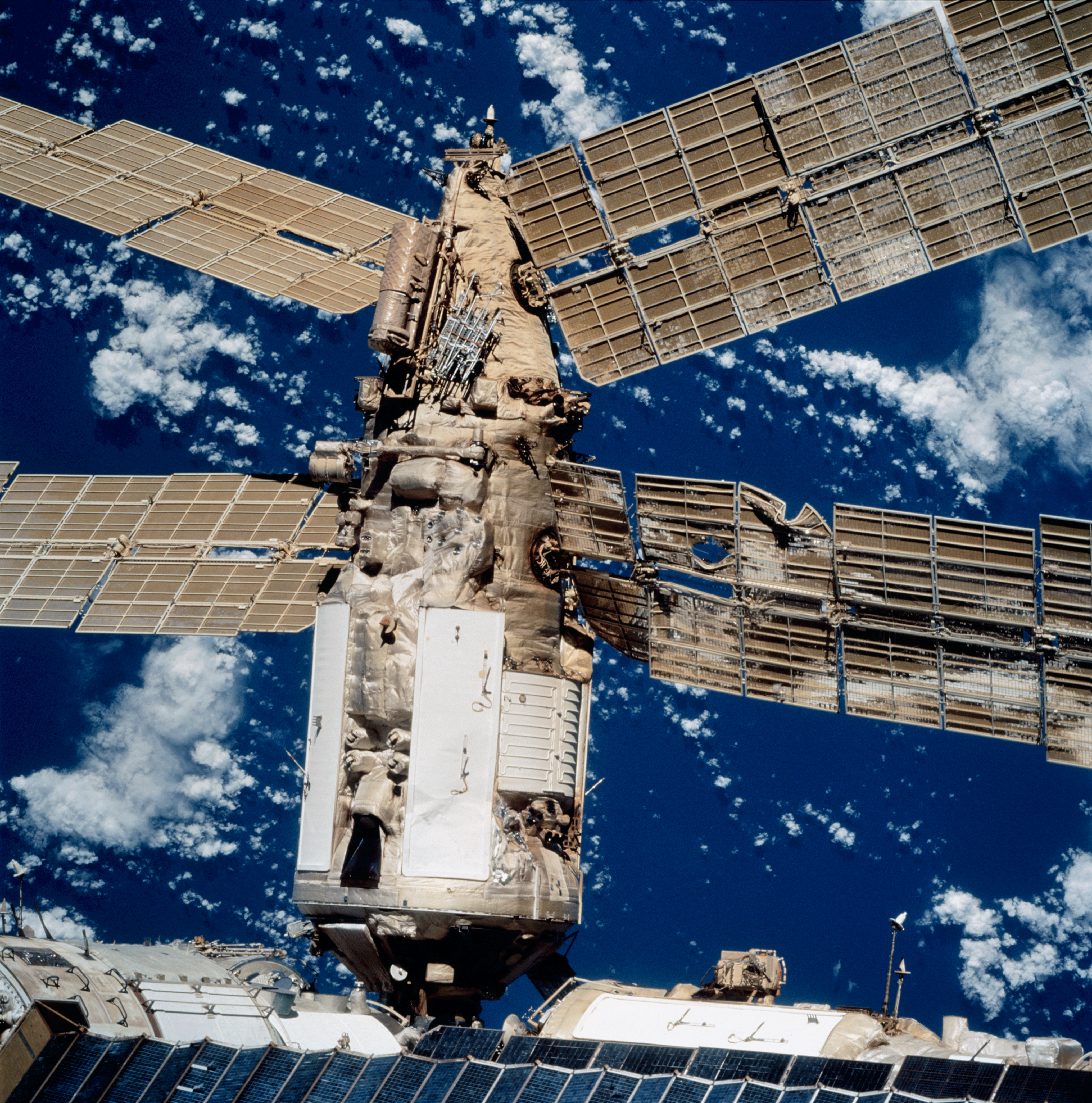
Hình ảnh về thiệt hại từ vụ va chạm với Tiến bộ M-34 do Atlantis chụp trong chuyến bay STS-86

Linenger cùng với những đồng đội người Nga Vasily Tsibliyev và Aleksandr Lazutkin đã gặp phải một số khó khăn trong sứ mệnh, bao gồm vụ hỏa hoạn nghiêm trọng nhất trên phi thuyền quay quanh quỹ đạo (do thiết bị tạo oxy dự phòng gây ra), hỏng hóc của nhiều hệ thống trên tàu, suýt va chạm với tàu chở hàng tiếp tế Tiến bộ trong quá trình thử nghiệm hệ thống ghép nối thủ công đường dài, và tình trạng mất toàn bộ nguồn điện của trạm. Sự cố mất điện còn gây mất kiểm soát định hướng, dẫn đến tình trạng "nhào lộn" không kiểm soát trong không gian.
Phi hành gia NASA tiếp theo ở lại Hòa Bình là Michael Foale. Foale và chuyên gia sứ mệnh người Nga Yelena Kondakova lên Trạm Hòa Bình bằng tàu Atlantis trong sứ mệnh STS-84. Phi hành đoàn STS-84 đã di chuyển 249 vật phẩm giữa hai phi thuyền cùng với nước, mẫu thí nghiệm, hàng tiếp tế và phần cứng. Một trong những món đồ đầu tiên được chuyển đến Hòa Bình là thiết bị tạo oxy Elektron. Atlantis đã bị dừng ba lần khi đang lùi lại trong quá trình ngắt ghép nối vào ngày 21 tháng 5, mục đích là để thu thập dữ liệu từ một thiết bị cảm biến của châu Âu được thiết kế cho cuộc hẹn trong tương lai giữa Tàu vận tải tự hành (ATV) của ESA với Trạm vũ trụ Quốc tế.

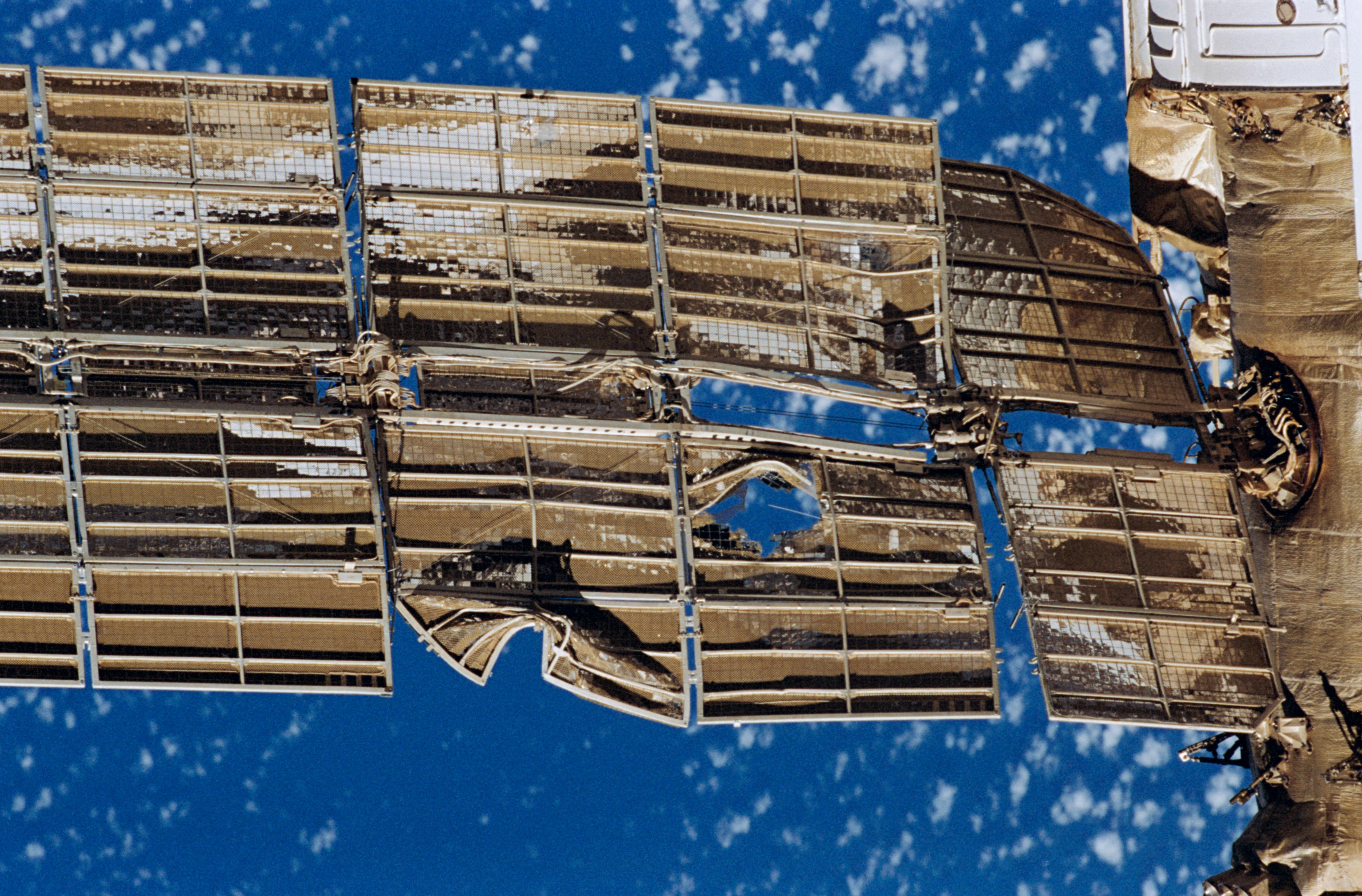
Các mảng quang điện bị hư hỏng trên mô-đun Spektr của Hòa Bình sau vụ va chạm với tàu vũ trụ không người lái Tiến bộ vào tháng 9 năm 1997

Chuyến bay Increment của Foale vẫn diễn ra khá bình thường cho đến ngày 25 tháng 6, khi một tàu tiếp tế va chạm với các mảng quang điện trên mô-đun Spektr trong cuộc thử nghiệm thứ hai của hệ thống ghép nối thủ công TORU trên tàu Tiến bộ. Lớp vỏ bên ngoài của mô-đun bị va đập và chọc thủng khiến Trạm Hòa Bình mất áp suất. Đây là lần giảm áp suất trên quỹ đạo đầu tiên trong lịch sử các chuyến bay vũ trụ. Phi hành đoàn đã nhanh chóng cắt dây cáp dẫn đến mô-đun và đóng cửa sập của Spektr để tránh việc phải rời trạm trên "xuồng cứu sinh" Soyuz. Những nỗ lực của họ đã giúp ổn định áp suất không khí trên trạm, trong khi áp suất ở Spektr, nơi chứa nhiều thí nghiệm và đồ dùng cá nhân của Foale, bị giảm xuống mức chân không. May mắn là thực phẩm, nước uống và vật dụng quan trọng đã được cất trữ an toàn trong các mô-đun khác. Ngoài ra, nỗ lực cứu vớt và lập lại kế hoạch của Foale cũng như cộng đồng khoa học đã giúp giảm thiểu việc mất mát dữ liệu và khả năng thực hiện nghiên cứu của trạm vũ trụ.
Trong nỗ lực khôi phục một số hệ thống và nguồn điện bị mất sau khi cô lập Spektr cũng như cố gắng xác định vị trí rò rỉ, chỉ huy mới của Hòa Bình Anatoly Solovyev và kỹ sư bay Pavel Vinogradov đã cùng thực hiện một hoạt động trục vớt. Họ bước vào mô-đun rỗng trong một chuyến đi bộ ngoài không gian được gọi là "IVA", kiểm tra tình trạng phần cứng và chạy dây cáp qua một cửa sập đặc biệt từ các hệ thống của Spektr đến phần còn lại của trạm. Sau những cuộc khảo sát đầu tiên này, Foale và Solovyev đã tiến hành chuyến EVA kéo dài 6 giờ trên bề mặt Spektr để kiểm tra hỏng hóc của mô-đun.
Qua những sự cố trên, Quốc hội Hoa Kỳ và NASA đã cân nhắc việc từ bỏ dự án do lo ngại cho sự an toàn của các phi hành gia, nhưng Trưởng quản lý NASA Daniel Goldin vẫn quyết định tiếp tục chương trình. Chuyến bay tiếp theo đến Hòa Bình, với tên gọi STS-86, đã đưa phi hành gia Increment David Wolf lên trạm vũ trụ.

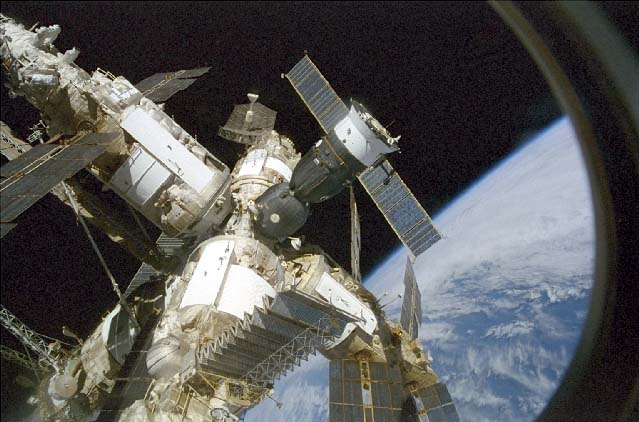
Hình ảnh Hòa Bình nhìn từ cửa sổ của Atlantis, cho thấy một số mô-đun của trạm và tàu Soyuz đã ghép nối

STS-86 là sứ mệnh ghép nối Shuttle-Mir thứ bảy của dự án, và cũng là lần ghép nối cuối cùng của tàu con thoi với Hòa Bình trong năm 1997. Khi đang bay trên Atlantis, các phi hành gia Titov và Parazynski đã tiến hành hoạt động chung bên ngoài tàu vũ trụ đầu tiên giữa Mỹ và Nga trong một sứ mệnh tàu con thoi, và hoạt động đầu tiên mà một người Nga mặc bộ đồ du hành của Mỹ. Trong chuyến đi bộ ngoài không gian kéo dài 5 giờ, bộ đôi này đã gắn một Solar Array Cap nặng 121 pound (55 kg) vào Docking Module để các thành viên phi hành đoàn khác có thể bịt kín chỗ rò rỉ trên thân mô-đun Spektr trong tương lai. Nhiệm vụ đã đưa Foale trở lại Trái Đất cùng với các mẫu vật, phần cứng và máy tạo oxy Elektron cũ, đồng thời thả Wolf xuống trạm để sẵn sàng cho chuyến bay Increment kéo dài 128 ngày của ông. Theo kế hoạch ban đầu, Wolf sẽ là phi hành gia người Mỹ cuối cùng trên Trạm Hòa Bình, nhưng sau đó ông lại được chọn để đảm nhiệm chuyến bay Increment tiếp theo thay cho phi hành gia Wendy Lawrence. Lawrence được coi là không đủ điều kiện để bay do sự thay đổi trong các yêu cầu của Nga sau vụ va chạm với tàu vận tải Tiến bộ. Những quy định mới yêu cầu tất cả thành viên phi hành đoàn của Hòa Bình phải được đào tạo và sẵn sàng cho các chuyến đi bộ ngoài không gian, nhưng bộ đồ du hành vũ trụ của Nga đã không được chuẩn bị kịp thời cho Lawrence trước thời gian phóng.

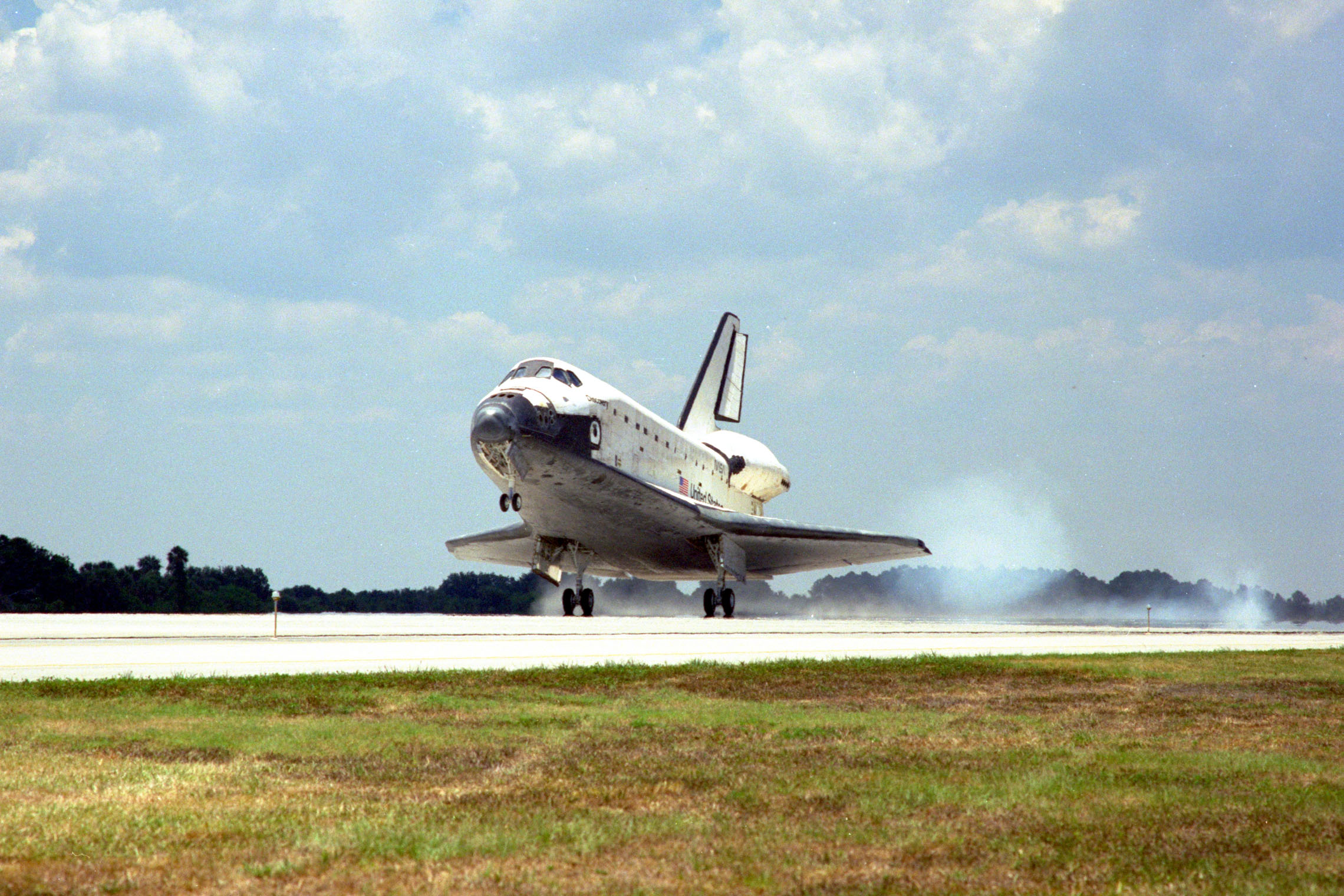
Tàu con thoi Discovery hạ cánh trong sứ mệnh STS-91 vào ngày 12 tháng 6 năm 1998, khép lại chương trình Shuttle-Mir.

### Phase One kết thúc (1998)
Năm cuối cùng của Phase One bắt đầu với phi vụ phóng tàu con thoi Endeavour trong nhiệm vụ STS-89. Sứ mệnh này đã đưa nhà du hành vũ trụ người Nga Salizhan Sharipov lên Hòa Bình và thay thế David Wolf bằng Andy Thomas sau chuyến bay kéo dài 119 ngày của ông.
Trong chuyến Increment cuối cùng của chương trình, Thomas đã thực hiện 27 nghiên cứu khoa học về các lĩnh vực công nghệ tiên tiến, khoa học Trái Đất, khoa học đời sống con người, nghiên cứu vi trọng lực, và giảm thiểu rủi ro cho ISS. Thời gian ông lưu lại trên Hòa Bình được coi là suôn sẻ nhất trong toàn bộ chương trình Phase One, nổi bật với "Letters from the Outpost" (tạm dịch là "Những bức thư từ Tiền đồn") do Thomas viết mỗi tuần cho người thân và bạn bè ở Trái Đất. Lần Increment này cũng đã vượt qua hai cột mốc quan trọng về thời lượng của chuyến bay vũ trụ đối với phi hành gia Mỹ – một là 815 ngày liên tiếp trong không gian kể từ khi Shannon Lucid được phóng lên trong sứ mệnh STS-76 vào tháng 3 năm 1996, và hai là 907 ngày lưu lại trên Hòa Bình kể từ chuyến đi của Norman Thagard tới trạm vũ trụ này vào tháng 3 năm 1995.

Thomas được đưa trở lại Trái Đất trong nhiệm vụ Shuttle-Mir cuối cùng là STS-91. Sứ mệnh này đã khép lại Phase One, với việc các phi hành đoàn EO-25 và STS-91 vận chuyển nước đến Hòa Bình và trao đổi gần 4.700 pound (2.100 kg) hàng hóa thí nghiệm cũng như đồ tiếp tế giữa hai tàu vũ trụ. Những thí nghiệm dài hạn của Mỹ trên Trạm Hòa Bình cũng được chuyển sang Discovery. Các cửa sập đóng lại để tháo dỡ lúc 9:07 EDT ngày 8 tháng 6, và tàu vũ trụ đã tách ra lúc 12:01 EDT chiều hôm đó.

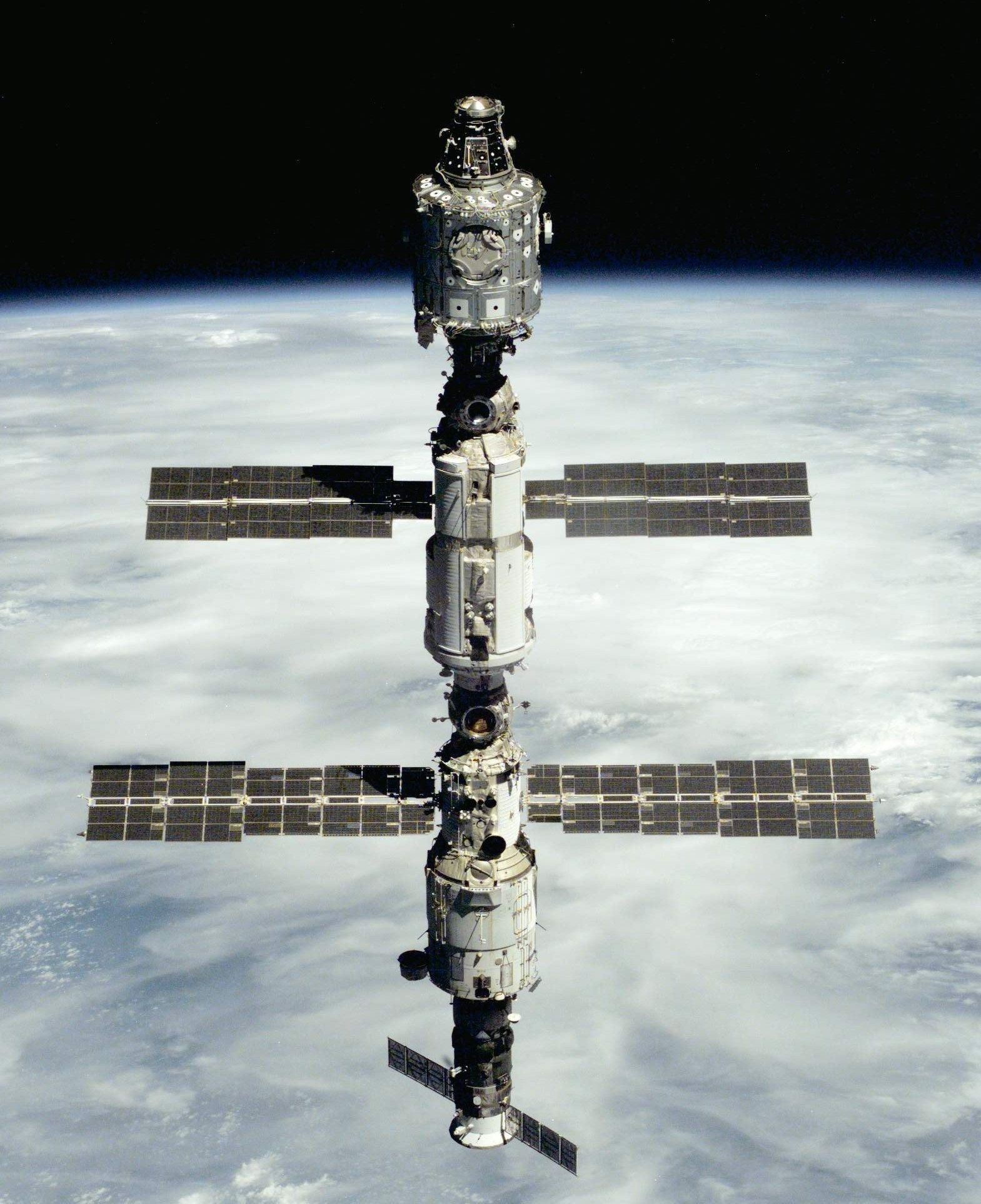
Trạm vũ trụ Quốc tế, Phase Two của chương trình ISS

### Phase Two và Phase Three: ISS (1998–nay)
Chương trình Phase One kết thúc với cú hạ cánh của tàu con thoi Discovery vào ngày 12 tháng 6 năm 1998. Các kỹ thuật và thiết bị được phát triển trong chương trình đã hỗ trợ hoàn thiện Phase Two, hay quá trình lắp ráp ban đầu của Trạm vũ trụ Quốc tế (ISS). Việc mô-đun phòng thí nghiệm Destiny cập bến vào năm 2001 đã đánh dấu sự kết thúc của Phase Two và bắt đầu chuyển sang Phase Three, giai đoạn trang bị cuối cùng cho trạm. Chương trình này cũng đã được hoàn thành vào năm 2012.
Năm 2015, việc cấu hình lại phân đoạn của Hoa Kỳ đã hoàn tất, cho phép các cổng ghép nối của nó có thể tiếp nhận những phương tiện thương mại có người lái do NASA tài trợ, dự kiến sẽ bắt đầu ghé thăm ISS vào năm 2018.
Tính đến tháng 6 năm 2015, thể tích được điều áp của ISS là 915 mét khối (32.300 ft khối), tổng chiều dài các mô-đun điều áp là 51 mét (167 ft), cộng với một cấu trúc giàn lớn trải dài 109 mét (358 ft) khiến trạm này trở thành tàu vũ trụ lớn nhất từ trước đến nay từng được lắp ráp. ISS khi hoàn thành bao gồm năm phòng thí nghiệm và có thể hỗ trợ sáu thành viên phi hành đoàn. Với hơn 332 mét khối (11.700 ft khối) thể tích có thể ở được và khối lượng 400.000 kilôgam (880.000 lb), Trạm vũ trụ Quốc tế hoàn chỉnh có độ lớn gần gấp đôi tổng kích thước khi tàu con thoi ghép nối với Hòa Bình.
Phase Two và Phase Three được tiến hành nhằm mục đích tiếp tục sự hợp tác quốc tế trong nghiên cứu khoa học về không gian và không trọng lực, đặc biệt là về các chuyến bay vũ trụ thời gian dài. Mùa xuân năm 2015, Roskosmos, NASA và Cơ quan Vũ trụ Canada (CSA) đã đồng ý gia hạn sứ mệnh của ISS từ năm 2020 lên năm 2024.
Năm 2018, thời hạn của nhiệm vụ được kéo dài đến năm 2030. Kết quả của nghiên cứu này sẽ cung cấp thông tin đáng kể cho những chuyến thám hiểm dài ngày tới Mặt Trăng và các chuyến bay tới Sao Hỏa.
Sau khi Hòa Bình rời khỏi quỹ đạo một cách có chủ ý vào ngày 23 tháng 3 năm 2001, ISS đã trở thành trạm không gian duy nhất còn hoạt động trên quỹ đạo Trái Đất. Nó vẫn giữ được vị thế độc nhất đó cho đến phi vụ phóng phòng thí nghiệm vũ trụ Thiên Cung 1 của Trung Quốc vào ngày 29 tháng 9 năm 2011.
Di sản của Hòa Bình vẫn còn ở đấy, trên ISS. Dự án này đã tập hợp năm cơ quan vũ trụ lại với nhau vì mục đích khám phá và cho phép các cơ quan vũ trụ đó chuẩn bị cho bước nhảy vọt tiếp theo vào không gian, tới Mặt Trăng, Sao Hỏa và hơn thế nữa.

### Danh sách đầy đủ các sứ mệnh Shuttle-Mir
Những dòng in đậm là tên của các phi hành gia tham gia chuyến bay Increment.
| Sứ mệnh     | Ngày phóng           | Tàu con thoi | Phù hiệu | Phi hành đoàn | Ghi chú |
| ----------- | -------------------- | ------------ | -------- | --- | --- |
| STS-60      | 3 tháng 2 năm 1994   | Discovery    |          | Charles Bolden \| Kenneth Reightler \| N. Jan Davis \| Ronald Sega \| Franklin Chang Díaz \| Sergey Krikalyov                      | Sứ mệnh Shuttle-Mir đầu tiên \| Phi hành gia người Nga đầu tiên trên tàu vũ trụ Mỹ \| Triển khai Wake Shield Facility \| Vận chuyển lên mô-đun đơn Spacehab                        |
| STS-63      | 3 tháng 2 năm 1995   | Discovery    |          | James Wetherbee \| Eileen Collins \| Bernard Harris \| C. Michael Foale \| Janice Voss \| Vladimir Titov                           | Cuộc gặp gỡ đầu tiên giữa tàu con thoi với Hòa Bình |
| Soyuz TM-21 | 14 tháng 3 năm 1995  |              |          | Vladimir Dezhurov \| Gennady Strekalov \| Norman Thagard                                                                           | Phi hành gia người Mỹ đầu tiên trên tàu vũ trụ Nga \| Chở lên phi hành đoàn Mir EO-18 \| Đưa Norman Thagard lên lưu lại lâu dài                                                    |
| STS-71      | 27 tháng 6 năm 1995  | Atlantis     |          | Robert Gibson \| Charles Precourt \| Ellen Baker \| Gregory Harbaugh \| Bonnie Dunbar \| Anatoly Solovyev \| Nikolai Budarin       | Lần ghép nối đầu tiên giữa tàu con thoi với Trạm Hòa Bình \| Chở lên phi hành đoàn Mir EO-19 \| Đưa xuống phi hành đoàn Mir EO-18                                                  |
| STS-74      | 12 tháng 11 năm 1995 | Atlantis     |          | Kenneth Cameron \| James Halsell \| Chris Hadfield \| Jerry Ross \| William S. McArthur                                            | Vận chuyển lên Mir Docking Module \| Hadfield trở thành người Canada đầu tiên và duy nhất bay đến Hòa Bình                                                                         |
| STS-76      | 22 tháng 3 năm 1996  | Atlantis     |          | Kevin Chilton \| Richard Searfoss \| Ronald Sega \| Michael Clifford \| Linda Godwin \| Shannon Lucid                              | Đưa Shannon Lucid lên lưu lại lâu dài \| Vận chuyển lên mô-đun đơn Spacehab |
| STS-79      | 16 tháng 9 năm 1996  | Atlantis     |          | William Readdy \| Terrence Wilcutt \| Jay Apt \| Thomas Akers \| Carl Walz \| John Blaha                                           | Chuyến bay đầu tiên của mô-đun kép Spacehab \| Đưa John Blaha lên lưu lại lâu dài \| Đưa Shannon Lucid trở về Trái Đất sau chuyến Increment                                        |
| STS-81      | 12 tháng 1 năm 1997  | Atlantis     |          | Michael Baker \| Brent Jett \| Peter Wisoff \| John Grunsfeld \| Marsha Ivins \| Jerry Linenger                                    | Đưa Jerry Linenger lên lưu lại lâu dài \| Đưa John Blaha trở về Trái Đất sau chuyến Increment                                                                                      |
| STS-84      | 15 tháng 5 năm 1997  | Atlantis     |          | Charles Precourt \| Eileen Collins \| Jean-François Clervoy \| Carlos Noriega \| Edward Lu \| Yelena Kondakova \| C. Michael Foale | Đưa Michael Foale lên lưu lại lâu dài \| Đưa Jerry Linenger trở về Trái Đất sau chuyến Increment                                                                                   |
| STS-86      | 26 tháng 9 năm 1997  | Atlantis     |          | James Wetherbee \| Michael Bloomfield \| Vladimir Titov \| Scott Parazynski \| Jean-Loup Chrétien \| Wendy Lawrence \| David Wolf  | Vladimir Titov trở thành phi hành gia người Nga đầu tiên sử dụng bộ đồ du hành EMU \| Đưa David Wolf lên lưu lại lâu dài \| Đưa Michael Foale trở về Trái Đất sau chuyến Increment |
| STS-89      | 31 tháng 1 năm 1998  | Endeavour    |          | Terrence Wilcutt \| Joe Edwards \| James F. Reilly \| Michael Anderson \| Bonnie Dunbar \| Salizhan Sharipov \| Andrew Thomas      | Đưa Andrew Thomas lên lưu lại lâu dài \| Đưa David Wolf trở về Trái Đất sau chuyến Increment                                                                                       |
| STS-91      | 2 tháng 6 năm 1998   | Discovery    |          | Charles Precourt \| Dominic Pudwill Gorie \| Franklin Chang Díaz \| Wendy Lawrence \| Janet Kavandi \| Valery Ryumin               | Sứ mệnh Shuttle-Mir cuối cùng \| Đưa Andrew Thomas trở về Trái Đất sau chuyến Increment                                                                                            |

## Tranh cãi

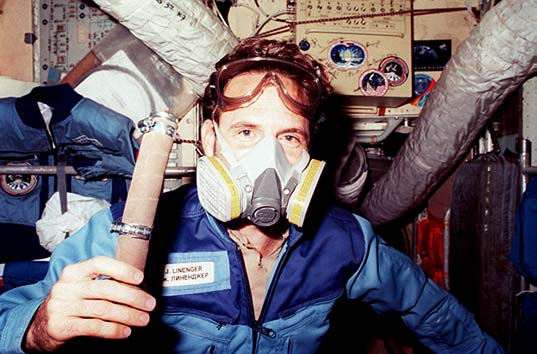
Phi hành gia Jerry Linenger đang đeo mặt nạ phòng độc sau vụ cháy trên Hòa Bình năm 1997

### Sự an toàn và thành quả khoa học
Những chỉ trích đối với chương trình chủ yếu liên quan đến tính an toàn của Trạm Hòa Bình cũ kỹ, đặc biệt là sau vụ hỏa hoạn và va chạm với tàu tiếp tế Tiến bộ vào năm 1997.
Theo nhiều nguồn tin, đám cháy xảy ra là do sự cố của máy tạo oxy nhiên liệu rắn (SFOG) dự phòng. Thời gian cháy nằm trong khoảng từ 90 giây đến 14 phút, và đã tạo ra một lượng lớn khói độc tràn ngập khắp trạm trong 45 phút. Vì sự an toàn, phi hành đoàn buộc phải đeo mặt nạ phòng độc, nhưng một số chiếc được đeo lúc đầu đã bị hỏng. Bình chữa cháy gắn trên tường của các mô-đun thì không thể di chuyển được. Vụ hỏa hoạn xảy ra trong quá trình luân chuyển phi hành đoàn, do vậy đã có đến sáu người trên trạm thay vì chỉ ba người như thường lệ. Lối đi dẫn đến một trong những xuồng cứu sinh Soyuz đang cập bến còn bị chặn lại, khiến một nửa phi hành đoàn có nguy cơ không thể chạy thoát. Một sự cố tương tự cũng đã xảy ra trong chuyến thám hiểm trên Hòa Bình trước đó, mặc dù lúc ấy SFOG chỉ bị cháy trong vài giây.
Các vụ va chạm và suýt va chạm đã đặt ra nhiều hơn nữa những vấn đề về sự an toàn. Cả hai đều xảy ra do lỗi của cùng một thiết bị là hệ thống ghép nối thủ công TORU, vốn đang được thử nghiệm vào thời điểm đó. Những cuộc kiểm tra được thực hiện nhằm đánh giá hiệu suất của việc ghép nối đường dài, giúp người Nga với ngân sách thiếu thốn có thể loại bỏ hệ thống ghép nối tự động đắt tiền Kurs khỏi các tàu Tiến bộ.
Sau vụ va chạm, NASA và Cơ quan Vũ trụ Nga đã thúc giục nhiều hội đồng an toàn xác định nguyên nhân vụ tai nạn. Khi cuộc điều tra tiến triển, kết quả của hai cơ quan không gian bắt đầu đi theo những hướng khác nhau. Kết luận của NASA xác định nguyên nhân là do hệ thống ghép nối TORU vì nó yêu cầu phi hành gia phụ trách cập bến Tiến bộ mà không có sự trợ giúp của bất kỳ loại phép đo từ xa hoặc hướng dẫn nào. Tuy nhiên, kết quả của Cơ quan Vũ trụ Nga đổ lỗi vụ tai nạn là do phi hành đoàn, đồng thời cáo buộc phi hành gia của họ đã tính sai khoảng cách giữa tàu Tiến bộ và trạm vũ trụ. Kết luận này từ Roskosmos vấp phải chỉ trích nặng nề, ngay cả bởi chính phi hành gia của họ là Tsibliyev, người bị họ đổ lỗi. Trong cuộc họp báo đầu tiên sau khi trở về Trái Đất, nhà du hành vũ trụ đã bày tỏ sự tức giận và không đồng tình bằng cách tuyên bố: "Ở Nga có một truyền thống lâu đời là tìm kiếm vật tế thần".
Các vụ tai nạn cũng làm tăng thêm sự chỉ trích ngày càng lớn về độ tin cậy của trạm không gian lâu năm này. Phi hành gia Blaine Hammond tuyên bố rằng những lo ngại về an toàn của ông đối với Hòa Bình đã bị các quan chức NASA phớt lờ, và hồ sơ về những cuộc họp an toàn "đã biến mất khỏi một căn hầm bị khóa". Trạm Hòa Bình ban đầu được thiết kế để hoạt động trong 5 năm, nhưng cuối cùng đã bay được gấp ba lần khoảng thời gian đó. Trong Phase One cũng như các giai đoạn về sau, trạm xuất hiện nhiều dấu hiệu cũ kỹ – máy tính liên tục gặp sự cố, mất điện, nhào lộn không kiểm soát trong không gian và đường ống rò rỉ là những mối lo ngại thường trực đối với các phi hành đoàn. Nhiều sự cố xảy ra trong hệ thống tạo oxy Elektron của Hòa Bình cũng là một mối lo ngại. Những sự cố này khiến các phi hành đoàn ngày càng phụ thuộc vào hệ thống SFOG đã gây ra vụ cháy năm 1997. Các hệ thống SFOG tiếp tục là một rắc rối trên ISS.
Một vấn đề gây tranh cãi khác là thành quả khoa học thu được thực tế từ chương trình, nhất là sau tổn thất của mô-đun Spektr. Các phi hành gia, các nhà quản lý và giới báo chí đều phàn nàn rằng lợi ích của chương trình này đã bị đè bẹp bởi những rủi ro liên quan, đặc biệt khi xét đến thực tế là hầu hết các thí nghiệm khoa học của Hoa Kỳ đều được chứa trong mô-đun đã bị thủng ấy. Do đó, một lượng lớn nghiên cứu của Mỹ không thể tiếp cận được, làm giảm khả năng thực hiện khoa học. Các vấn đề về tính an toàn khiến NASA phải xem xét lại tương lai của chương trình vào nhiều thời điểm. Cơ quan này cuối cùng vẫn quyết định tiếp tục dự án và đã bị nhiều phương tiện báo chí chỉ trích về lựa chọn đó.

### Quan điểm
Quan điểm của chương trình không gian Nga và NASA đối với Phase One cũng đồng thời là mối lo ngại cho các phi hành gia có liên quan. Do những vấn đề tài chính của Nga, nhiều nhân viên tại TsUP cảm thấy rằng phần cứng sứ mệnh và việc tiếp tục thực hiện nhiệm vụ của Hòa Bình còn quan trọng hơn mạng sống của các phi hành gia trên trạm. Do đó, chương trình này được vận hành rất khác so với các chương trình của Mỹ: phi hành gia được lên kế hoạch chi tiết cho các ngày của họ đến từng phút, những hành động (chẳng hạn như ghép nối) vốn được thực hiện thủ công bởi các phi công tàu con thoi đều được tiến hành tự động, và phi hành gia sẽ bị trừ lương nếu họ mắc bất kỳ sai sót nào trong chuyến bay. Người Mỹ đã học được trên Skylab và các nhiệm vụ không gian trước đó rằng mức độ kiểm soát này không hiệu quả và từ đó sẽ khiến các kế hoạch sứ mệnh trở nên kém nhất quán hơn. Tuy nhiên, phía Nga vẫn không thay đổi, và nhiều người nhận thấy điều này đã làm mất đi đáng kể thời gian làm việc.
Sau hai vụ tai nạn vào năm 1997, phi hành gia Jerry Linenger cảm nhận chính quyền Nga đã cố gắng che đậy để hạ thấp tầm quan trọng của sự cố vì lo sợ người Mỹ sẽ rút khỏi mối quan hệ đối tác. Phần lớn "sự che đậy" chính là ấn tượng bề ngoài rằng các phi hành gia Mỹ thực tế không phải "đối tác" trên trạm mà thay vào đó chỉ là "khách mời". Nhân viên NASA đã không hay biết gì về vụ cháy và vụ va chạm trong vài giờ đồng hồ, và họ nhận thức rằng bản thân không được tham gia vào quá trình đưa ra quyết định. NASA bắt đầu can dự nhiều hơn sau khi những người điều khiển sứ mệnh của Nga có ý định đổ lỗi hoàn toàn cho Vasily Tsibliyev về vụ tai nạn. Chỉ sau khi có áp lực đáng kể từ cơ quan Mỹ, thái độ này mới được thay đổi.
Vào nhiều thời điểm khác nhau trong chương trình, các nhà quản lý và nhân sự của NASA cảm thấy họ đang bị hạn chế về tài nguyên cũng như nhân lực, đặc biệt là khi Phase Two được chuẩn bị và có một giai đoạn khó khăn trong việc xác định tương lai với cơ quan quản lý NASA. Một khía cạnh cụ thể gây nên sự lục đục chính là việc phân công phi hành đoàn đi làm nhiệm vụ. Nhiều phi hành gia cho rằng phương pháp tuyển chọn đã ngăn cản những người có kỹ năng hàng đầu đảm nhiệm vai trò phù hợp nhất với họ.

### Tài chính
Kể từ khi Liên Xô tan rã vài năm trước đó, nền kinh tế Nga dần suy sụp dẫn đến ngân sách dành cho thám hiểm không gian giảm khoảng 80%. Trước và sau Phase One, phần lớn nguồn tài chính không gian của Nga đến từ những chuyến bay của các phi hành gia châu Âu và nhiều quốc gia khác, trong đó một đài truyền hình Nhật Bản đã trả 9,5 triệu đô la để đưa phóng viên của họ là Akiyama Toyohiro lên Trạm Hòa Bình. Khi bắt đầu Phase One, các phi hành gia thường xuyên nhận thấy thời lượng nhiệm vụ của họ được kéo dài ra nhằm tiết kiệm tiền mua bệ phóng, sáu chuyến bay mỗi năm của tàu Tiến bộ đã bị giảm xuống còn ba chuyến, và có một khả năng dễ nhận thấy là Hòa Bình được bán với giá khoảng 500 triệu đô la Mỹ.
Những người chỉ trích cho rằng hợp đồng trị giá 325 triệu đô la Mỹ mà NASA ký với Nga là điều duy nhất giúp chương trình không gian của nước này tồn tại, và chỉ có tàu con thoi mới giữ được Trạm Hòa Bình ở trên quỹ đạo. NASA cũng phải trả những khoản phí khổng lồ cho sách hướng dẫn đào tạo và thiết bị được sử dụng trong quá trình huấn luyện phi hành gia tại Star City. Vấn đề nảy sinh khi chương trình Nightline của đài ABC tiết lộ rằng có một khả năng rõ ràng là chính quyền Nga đã biển thủ số tiền của Mỹ để xây dựng một dãy nhà mới dành cho phi hành gia ở Moskva, hoặc nếu không thì các dự án xây dựng trên đã được tài trợ bởi xã hội đen Nga. Trưởng quản lý NASA Goldin được mời tham gia chương trình Nightline để bào chữa cho các ngôi nhà, nhưng ông đã từ chối đưa ra bình luận. Một trích dẫn từ Văn phòng đối ngoại của NASA nói rằng "Những gì Nga làm bằng tiền của họ là việc của họ".